# Кохутепеке
Кохутепе́ке (исп. Cojutepeque) — город в Сальвадоре, административный центр департамента Кускатлан.

## История
Был основан в 1659 году индейцами. В 1858 году получил статус города.

## Географическое положение
Центр города располагается на высоте 853 м над уровнем моря.

## Экономика
Жители города заняты преимущественно в сфере сельского хозяйства. В городе выращиваются: фрукты, табак, сахар и кофе.

## Демография
Население города по годам:
| 1992   | 2000   | 2012   |
| ------ | ------ | ------ |
| 38 230 | 44 500 | 53 433 |